# Franziskanerkloster Belgrad

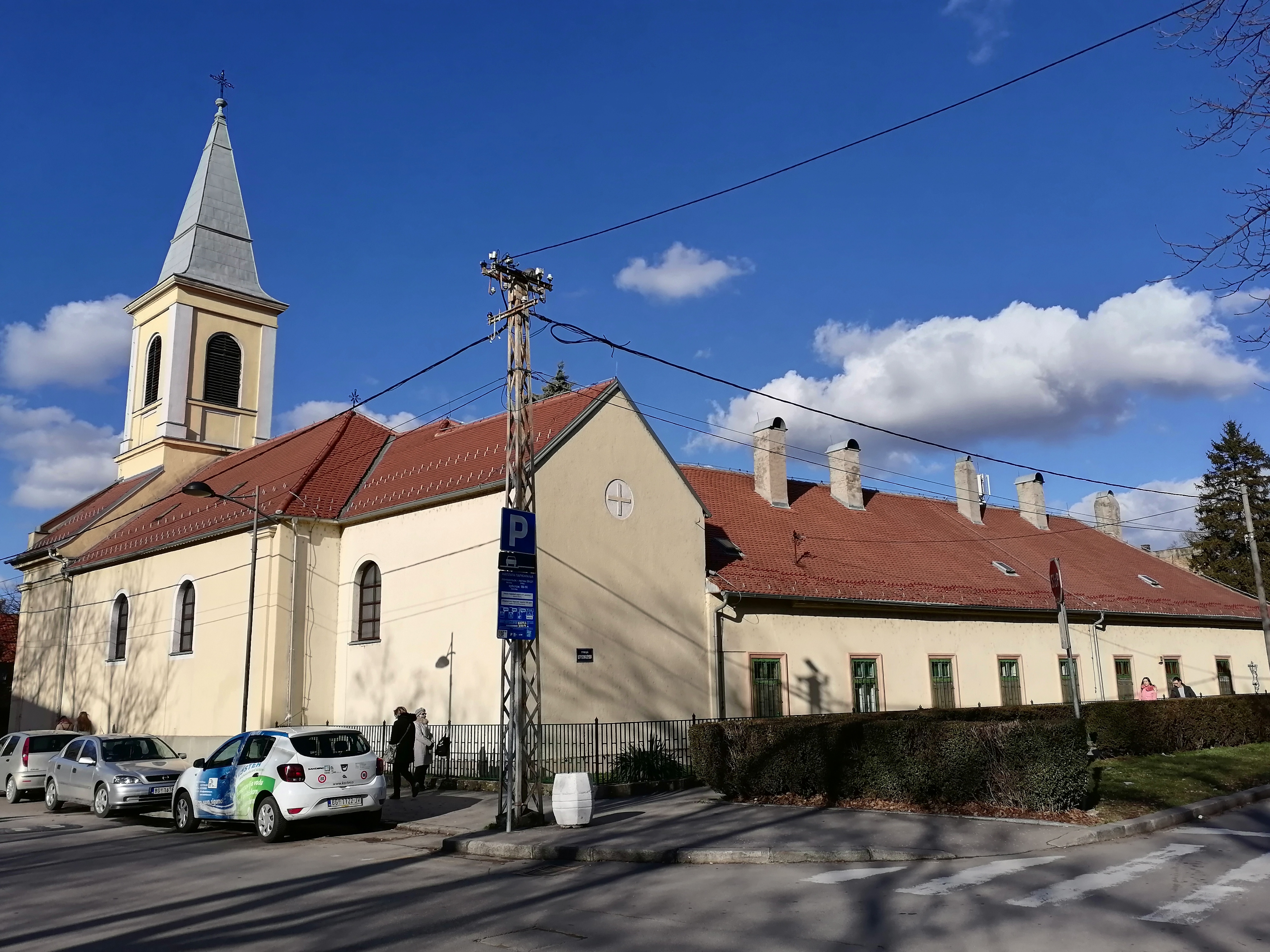
Franziskanerkirche in Zemun, Belgrad

Das Franziskanerkloster zum hl. Johannes dem Täufer ist ein römisch-katholisches Kloster im Belgrader Stadtteil Zemun. 

## Geschichte
Die ersten Franziskaner in Zemun sind ab 1344 schriftlich belegt; es wird aber angenommen, dass sie schon ab dem Ende des 13. Jahrhunderts eine Mission in Zemun hielten. 1453 wurde Zemun von den Osmanen zerstört, weswegen die Franziskaner die Stadt für die nächsten 300 Jahre verließen. Nach der österreichischen Einnahme Belgrads 1718 errichteten die Franziskaner in Belgrad ein Kloster, gaben dieses jedoch auf, als Belgrad 1739 wieder an die Osmanen fiel. Sie übersiedelten nach Zemun, wo sie zwischen 1750 und 1752 ein neues Kloster gründeten. Gegen Ende des 18. Jahrhunderts versuchte der Zemuner Stadtrat mehrere Male vergebens, die Franziskaner zum Auszug aus der Stadt zu bewegen und ihr Kloster in ein Militärhospital umzuwandeln. 1790 fiel das Kloster einem Brand zum Opfer, ausgelöst durch einen Blitzeinschlag. Der anschließende Wiederaufbau sollte an die vierzig Jahre dauern, der Glockenturm wurde 1838 errichtet. Um die Jahrhundertwende vom 19. zum 20. Jahrhundert existierten zwei Schulen im Kloster, eine öffentliche, in der auf Deutsch unterrichtet wurde, und eine private mit Serbisch bzw. Kroatisch als Unterrichtssprache. 1971 wurde die römisch-katholische Kirchenprovinz Novi Beograd gegründet, mit dem Franziskanerkloster als Hauptkirche. Da der Versuch scheiterte, weitere römisch-katholische Kirchen auf dem Gebiet von Novi Beograd zu errichten, wurde die Kirchenprovinz 2004 aufgelöst und die Gemeinde an das Bistum Syrmien zurückgegeben.

## Sonstiges
In der Kirche befindet sich noch heute das Kreuz der Franziskaner, mit dem sie im 18. Jahrhundert nach Belgrad kamen. In den 1990er-Jahren wurden im Franziskanerkloster etwa 6.000 Bücher und Kunstgegenstände aus Vukovar aufbewahrt.